# Улич, Лауренциу
Лауре́нциу У́лич (рум. Laurenţiu Ulici; 6 мая 1943, Бузэу — 16 ноября 2000, Фэгэраш) — румынский литературный критик. Председатель Союза писателей Румынии после революции 1989 года.

## Биография
Окончил лицей в Плоештах в 1960 году. Окончил филологический факультет Бухарестского университета в 1966 году и философский в 1968 году. Редактор Contemporanul c 1966 года. Дебютировал в Contemporanul в 1965 году. В хрониках подписанных им и в рубрике Prima verba, выходившей за его подписью в România literară, занимался исследованием преимущественно современного творчества, которое поощряет и которое ставит его в выгодный свет. Его интересуют произведения с сложной философской фактурой, в которых немаловажную роль играет событийность. Член парламента Румынии от Союза правых сил. Политическую карьеру начал в Партии гражданского альянса.
Погиб в результате несчастного случая в горах Фэгэраш (Южные Карпаты).

## Произведения
- Recurs (1965)
- Nouă poeţi (Arghezi, Bacovia, Barbu, Blaga, Fundoianu, Maniu, Pillat, Vinea, Voiculescu)(1974)
- Biblioteca Babel (1978)
- Confort Procust Bucureşti : Ed. Eminescu (1983)
- Literatura română contemporană / Laurenţiu Ulici Bucureşti : Ed. Eminescu
- Mitică si Hyperion / Laurenţiu Ulici; Ed. îngr. de Aurelia Ulici; Pref. de Doina Uricariu Bucuresti : Du Style (2000)
- Laureaţii Premiului Nobel pentru literatură : Almanah «Contemporanul» / Red.: Laurenţiu Ulici Bucureşti (1983)
- Laureaţii Premiului Nobel pentru literatură : Almanah «Contemporanul» / Red.: Laurenţiu Ulici Общ. часть Bucuresti : Minerva (1988)
- Prima verba. Bucureşti : Albatros
- Prima verba III (1992)
- Literatura română contemporană — (1995), volumul I — Poezia; (operă rămasă neîncheiată)
- Dubla impostură (1996) (essais politiques)
- Scrisori nedesfăcute/ Nicu Alifantis, alăturânduli-se două epistole de Emil Brumariu şi Laurenţiu Ulici. Bucureşti. Nemira, 1997
- Prima verba IV (2004)

## Антологии
- Cartea de aur/ Alexandru Macedonschi. Antologie. postfaţă şi bibliografie de Laurenţiu Ulici(1975)
- 1001 de poezii româneşti (1998)